# والوتسی

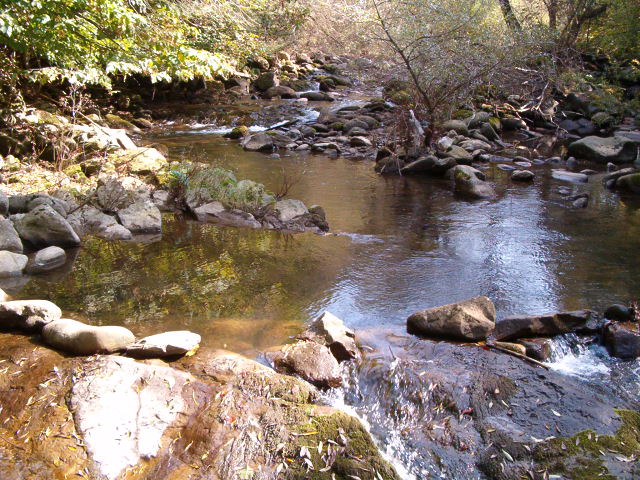
رد شدن رود روزیتا از میان روستای والوتسی

والوتسی (به بلغاری: Valevtsi) یک منطقهٔ مسکونی در بلغارستان است که در سولیوو واقع شده‌است.